# Tétra de Rio
Hyphessobrycon flammeus
Espèce
Le Tétra de Rio (Hyphessobrycon flammeus), aussi appelé Tétra flamme, est une espèce de poissons de la famille des Characidae. En aquariophilie, c'est le poisson idéal pour le débutant. Joliment coloré, résistant et pacifique, il met en valeur n'importe quel aquarium planté.
Poisson venant d'Amérique du Sud, on le trouve comme son nom l'indique aux environs de Rio de Janeiro.

## Description et dimorphisme
Petit poisson au corps gris à l'avant et possédant des nageoires rouges. Le mâle possède des lignes noires sur le bord des nageoires. La femelle est plus ronde.
La nuit leurs couleurs deviennent plus ternes, ce cas peut être observé lors d'un grand stress dans ce cas le poisson devient blanc voire presque transparent.

## Comportement, maintenance et aquarium idéal
Paisible mais vif (lors de sa première entrée en aquarium, il fonce et creuse le sol. Après ce court instant, qui a l'effet d'une tornade, il se calme et devient paisible), il est très calme et posé pour un poisson de cette famille. De toutes petites poursuites peuvent avoir lieu dans le groupe pour remettre la hiérarchie en place mais c'est un poisson très placide faisant souvent du sur-place dans un coin de l'aquarium quand il est à l'aise. Ne pas faire cohabiter avec des poissons trop dynamiques (Veuves noires, Barbus de Sumatra) ou trop gros (Scalaires,  Oscar) qui le stresseraient et le dévoreraient.
Peu exigeant quant à la qualité de l'eau, il s'accommode d'une eau douce et mi-dure (GH 5 à 14) et d'une eau acide à basique (pH 5,8 à 7,8). La température pourra être comprise entre 22 et 28 °C.
La taille de l'aquarium adéquat n'a pas d'importance du moment qu'on ne descend pas en dessous de 60 litres. En dessous de 100 litres, c'est en spécifique (eux seuls dans l'aquarium). À partir de 100 litres on peut envisager de le maintenir en bac d'ensemble. Mettez toujours 10 individus minimum. Ils apprécient les massifs de plantes bien fournis pour s'y cacher et parfois pondre.
| Origine         | Amérique du Sud                                             | Eau           | eau douce                   |
| Dureté de l'eau | 5 à 14 °GH                                                  | pH            | 5,8 à 7,8                   |
| Température     | 22 à 28 °C                                                  | Volume mini.  | 80 litres pour 10 individus |
| Alimentation    | Préfère le vivant Accepte toutes les nourritures en flocons | Taille adulte | 3,5                         |
| Reproduction    | Ovipare                                                     | Zone occupée  | Milieu                      |
| Sociabilité     | 10 individus minimum                                        | Difficulté    | Facile                      |

## Reproduction

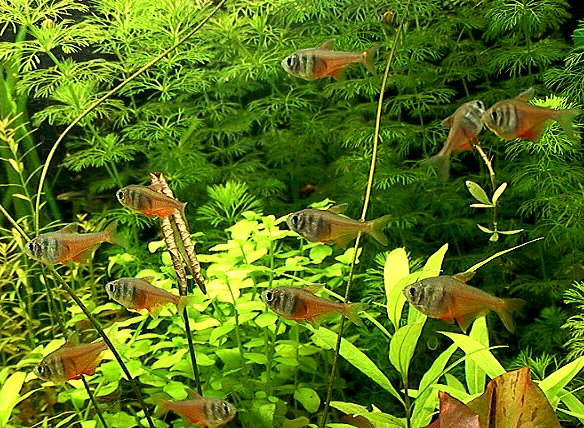
Dans un bac planté, toute leur beauté ressort

Eau plutôt douce et acide. T°24. Il fraie en couple ou en groupe. Les partenaires se frottent et expulsent les œufs et le sperme parmi les plantes. Les œufs sont transparents, ils s'accrochent aux plantes et se posent au sol. La nage libre apparaît au bout de 5 jours. Nourrir les alevins avec des nauplies d'artemias.